# هاشم بطحائي كلبايكاني
هاشم البطحائي الكلبايكاني (بالفارسية: سید هاشم بطحایی گلپایگانی)‏ (1941 في غوغد - 16 مارس 2020 في قم) سياسي ورجل دين شيعي من إيران. كان ممثلًا عن مقاطعة طهران في مجلس خبراء إيران. درس في حوزة قم. ترشح لقائمة خبراء الشعب وأصدقاء الاعتدال في انتخابات مجلس الخبراء الإيراني لعام 2016.
في 15 مارس 2020، أفادت قناة العربية الإنجليزية أنه أصيب بفيروس كورونا المرتبط بالمتلازمة التنفسية الحادة الشديدة النوع 2، الفيروس الذي يسبب مرض فيروس كورونا عام 2019.

## الوفاة
في 16 مارس 2020، مات جولبايجاني من العدوى.